# Буцевицкий, Сергей Владимирович
Сергей Владимирович Буцевицкий — советский военный деятель, генерал-майор, четырежды кавалер ордена Отечественной войны.

## Биография
Родился в 1919 году в деревне Станьково. Член КПСС.
Участник Великой Отечественной войны: помощник начальника штаба полка по разведке, командир дивизиона, начальник штаба 8-го гвардейского Краснознамённого артиллерийского полка РГК, заместитель начальника штаба 34-й гвардейской пушечной артиллерийской Красносельско-Павловской ордена Ленина трижды Краснознамённой армейской бригады
В 1960—1965 гг. — командир 35-й Берлинской ракетной бригады оперативно-тактических ракет.

Генерал Буцевицкий был непререкаемым авторитетом в гарнизоне, его уважали и любили все гвардейцы 35-й Берлинской бригады. Своих солдат и офицеров он неизменно именовал только так: гвардейцы, берлинцы, что поднимало их боевой дух, укрепляло личное достоинство.

В 1965—1973 гг. — заместитель начальник ракетных войск и артиллерии Прикарпатского военного округа
В 1973—1977 гг. — советник начальника ракетных войск и артиллерии Группы советских специалистов в Сирии.
Делегат XXII съезда КПСС.
Умер в 1985 году.

## Исторический анекдот
У него с войны ещё была вставная челюсть и поэтому говорил он пришепетывая, отчего шутки и прибаутки получали какую-то особую окраску. Старый фронтовик гордился наградами и почетными званиями своего соединения и воспитывал такое же чувство у подчиненных. На общем разводе бригады, который проводился по понедельникам, он обычно здоровался по высшему разряду:
— Ждраштуйте, гвардейчцыы!
Но, если ответ получался недостаточно дружным, повторял ещё.
— Ждраштуйте, берлинчцы!
Ежели ответ снова не удовлетворял комбрига, он шел ва-банк.
— Ждраштуйте, жашранчцы!
И тогда уж точно получал дружный и громкий ответ строя.

## Награды
- Орден Красного Знамени (1941)
- Орден Отечественной войны I степени (04.04.1943, 08.03.1945, 06.04.1985)
- Орден Отечественной войны II степени (25.09.1944)
- Орден Красной Звезды (10.04.1944, 1954, 1977)